# کاکربک (ویتینگن)
کاکربک (به آلمانی: Kakerbeck) یک منطقهٔ مسکونی در آلمان است که در ویتینگن واقع شده‌است. کاکربک ۹۹ نفر جمعیت دارد.